# Split Videoart Festival
Split Videoart Festival (SVARF), međunarodni festival videoumjetnosti u Splitu.
Prvo izdanje se održava od 8. do 11. listopada 2020. godine, drugo izdanje od 20. do 23. svibnja 2021. godine, a posebno 3. izdanje festivala koje se održava od 21. do 26. listopada 2022. godine pod nazivom "Antiwar Edition" posvećeno je antiratnim porukama. Idejni začetnik, autor koncepta, direktor i kurator festivala je filmski redatelj i videoumjetnik Bruno Pavić (autor filmova splitske tematike Nulti krajolik, Split Screens, Vlog).
Festival je osnovan s ciljem populariziranja videoarta kroz približavanje ovog vida umjetnosti širokom spektru građana grada Splita. Projekcije su disperzirane na više gradskih lokacija, pa su video radovi osim u kino dvoranama i klasičnim galerijskim interijerima prikazivani u alternativnim prostorima i na atipičnim ili nekonvencionalnim lokacijama. Radove se projicira na projektoru i izlaže na televizijskim zaslonima u obliku video instalacija. Kroz uspješnu suradnju sa Sveučilištem u Splitu i Umjetničkom akademijom u Splitu (UMAS) festival je popularizirao i educirao o videoumjetnost među studentskom populacijom. Otvorenje festivala održavalo se u Prokulturi Split na Peristilu (Kuća jezika i kulture). Video radovi projicirani su na nekim od slijedećih lokacija: Beton kino i KinoUmas, u galerijama (ispred Galerije Kula, Sveučilišna galerija "Vasko Lipovac"), sa štekata (Caffe-restoran "Bajamonti", Caffe-bar "Galerija"), u prostorima koji prakticiraju kulturu (Info Zona, Prokultura na Peristilu, Udruga Kvart). 
2021. godine Split Videoart Festival je uspostavio dvije kolaboracije s međunarodnim festivalima u sklopu kojih je predstavio odabrane radove iz vlastitog festivalskih programa (kurator Bruno Pavić) - uglednim festivalom OVER THE REAL – Festival Internazionale di Videoarte (Lucca, Italija) i International Contemporary and Video ArtFestival Waterpieces (Riga, Latvija). U sklopu drugog izdanja SVARF-a postavljena je retrospektiva uglednog talijanskog videoumjetnika Alessandra Amaduccija.
2022. godine održalo se posebno izdanje festivala "Antiwar Edition" koje je posvećeno antiratnim porukama, a motivirano solidarnošću video umjetnika s ukrajinskim narodom u jeku ratnog stanja u toj zemlji. Festival je uspostavio kolaboraciju sam platformom Antiwarcoalition.art, prikazavši 16 radova iz njihove selekcije.    
Festival je organiziran uz tehničku potporu HULU-a Split, Galerije umjetnina i Multimedijalnog kulturnog centra te u suradnji sa Sveučilištem u Splitu i Prokulturom - Split.  Glavni program i program videoinstalacija su natjecateljskog karaktera. U ocjenjivačkom sudu prvog izdanja su domaći autori Toni Meštrović i Boris Poljak, a drugog izdanja videoumjetnici Hillary Carrigan, Skyler Hagner and Panu Johansson. 

## Vanjske poveznice
- Službene stranice
- Facebook
- Instagram